# AIDES

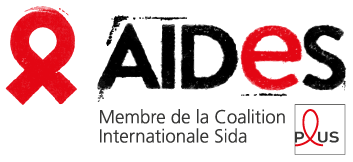
Logotipo del AIDES.

AIDES  es una organización francesa sin ánimo de lucro de base comunitaria que fue fundada en 1984 por Daniel Defert, tras la muerte, a causa del VIH/SIDA, de su pareja Michel Foucault. El nombre es un juego de "ayudantes" (en francés, "ayuda") y el acrónimo inglés "SIDA  ".  
Su objetivo es reunir a las personas que viven con el VIH/SIDA, junto con sus seres queridos y compañeros, en una entidad organizada dedicada a luchar contra el VIH/SIDA ya defender los derechos de las personas y comunidades afectadas por la enfermedad.

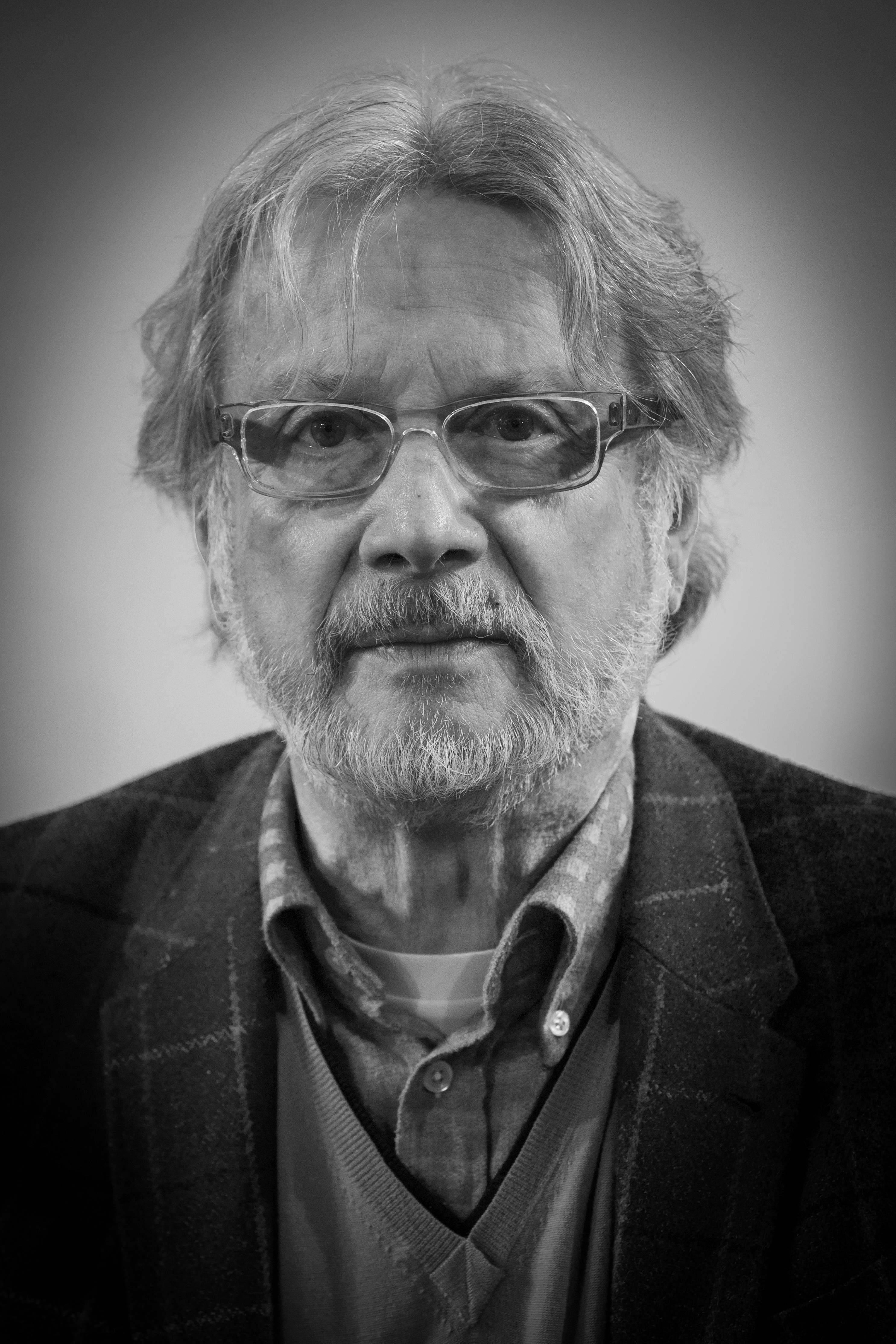
Daniel Defert, fundador del AIDES (en 2015).

A partir de 2007, AIDES está activo en Francia en 100 ciudades con 400 miembros del personal y más de 1000 voluntarios registrados y capacitados. Por el número de activistas y su presupuesto, es la organización no gubernamental más grande de Francia que trabaja en temas de VIH. Está considerado como uno de los principales analistas de la epidemia en Francia.
A nivel internacional, AIDES ha desarrollado alianzas sólidas con otras ONG comunitarias en África, Europa y Canadá (Quebec), para fortalecer el papel de la sociedad civil al compartir las mejores prácticas y abogar conjuntamente por el acceso global a la atención y la prevención. También desarrolló una asociación con el Programa de las Naciones Unidas sobre el VIH/SIDA.

## Nombre
El nombre de la organización es una referencia al sustantivo francés  "aide" , del verbo "aider" , 'ayudar o ayudar'. El fundador optó por pluralizar la palabra porque se podría decir que existen múltiples tipos de ayuda que la asociación puede brindar.  

## Historia

### Los orígenes
Los primeros signos de la epidemia se remontan a finales de la década de 1970, cuando los médicos de Nueva York y San Francisco notaron que muchos de sus pacientes homosexuales padecían astenia, pérdida de peso y, a veces, incluso cánceres raros y atípicos (como el sarcoma de Kaposi).   En Francia, el primer artículo sobre el SIDA apareció en 1982 en el semanario Gai Pied, luego, en 1983, Liberation dedicó su portada a este "cáncer gay" y Paris Match  publicó una primera crónica.  Pero la negación sigue siendo muy fuerte.  La primera asociación francesa, Vaincre le Sida, fue creada por activistas homosexuales en 1983.  En 1984, el sociólogo Daniel Defert, tras la muerte de su compañero Michel Foucault, tomó la iniciativa de fundar una asociación vinculada a la lucha contra el SIDA.
En enero de 2021, 15 empleados declaran en la prensa sobre lo que han sufrido y denuncian lo que denominan “una verdadera cultura de la violación” dentro de la asociación para la lucha contra el VIH/SIDA. Según streetpress, las víctimas guardaron silencio durante mucho tiempo por temor a perjudicar la lucha y las acciones realizadas por la asociación.